# Académie Charles Cros
Académie Charles-Cros, in italiano Accademia di Charles Cros, è un'organizzazione nata nel 1947, creata da un gruppo di critici e specialisti del campo musicale, tra cui Armand Panigel, José Bruyr, Antoine Goléa, Franck Ténot, Pierre Brive, riuniti dal fondatore Roger Vincent, posta sotto la presidenza del musicologo Marc Pincherle.
È composta da una cinquantina di membri cooptati, specializzati nella critica musicale. È stata creata in onore di Charles Cros (1842-1888), poeta (amico d'Arthur Rimbaud e Verlaine), inventore autodidatta, e uno dei pionieri nella registrazione del suono.

## Obiettivi
L'obiettivo dell'accademia è quello di formare un collettivo di cariche competenti, per mediare tra il governo della politica culturale e la definizione di tutti i professionisti.

## Premi assegnati
Dal 1948 ogni anno consegna il "Grand Prix du Disque", assegnato in base alla popolarità del brano, all'originalità del testo e alla qualità del sonoro.
Molti Grands Prix du Disque de l'Académie Charles Cros, sono stati assegnati il base e varie categorie, tra quali le più importanti:
- canzone
- musica classica
- jazz

In seguito allo sviluppo della tecnologia, i premi, che in origine erano assegnati a brani musicali incisi su 78 giri, sono assegnati ad incisioni su CD o DVD.